# Rio Bulzu (Olt)
O Rio Bulzu é um rio da Romênia afluente do Rio Păuşa, localizado no distrito de Vâlcea.